# Verband der Isolierer und Steinholzleger Deutschlands
Der Verband der Isolierer und Steinholzleger Deutschlands wurde 1906 gegründet und organisierte in lokalen Verbänden Isolierer und Steinholzleger im Deutschen Kaiserreich.

## Geschichte
Als Gründungsdatum gilt das Jahr 1906.
Allerdings gab es keinen Zentralverband, sondern nur örtliche Vereine. Über Reichskonferenzen und eine Vertrauenskörper-Vertretung wurde die überörtliche Arbeit koordiniert.
Der sehr kleine Verband mit unter 1.000 Mitgliedern (1910) schloss sich am 1. Januar 1911 der gerade neue gegründeten Gewerkschaft Deutscher Bauarbeiter-Verband an.